# Kalno
Kalno (niem. Kallendorf) – wieś w Polsce, położona w województwie dolnośląskim, w powiecie świdnickim, w gminie Żarów. Miejscowość typu ulicówka. Na północny wschód od wsi znajduje się przysiółek Wostówka.

## Demografia
Według danych z marca 2011 r. we wsi zameldowanych było 381 osób.

## Podział administracyjny
W latach 1975–1998 miejscowość położona była w województwie wałbrzyskim.

## Obiekty sakralne
W centrum wsi znajduje się barokowa kapliczka.

## Krótki opis
W Kalnie obecnie jest dostępny punkt handlowy i sklep spożywczy. We wsi funkcjonuje punkt biblioteczny, Ochotnicza Straż Pożarna (OSP) Kalno, świetlica wiejska i założony w 2003 r. klub sportowy LZS Błyskawica Kalno (od sezonu 2010/2011 w B-klasie grupa: Świdnica I). Największym sukcesem było zajęcie w tych rozgrywkach, 2-krotnie, 9. lokaty (sezony: 2010/2011 i 2013/2014). Większość mieszkańców trudni się rolnictwem, główne uprawy: pszenica, rzepak, ziemniak i burak cukrowy. Inni pracują w Świdnicy, Żarowie i Wrocławiu. Funkcjonuje tutaj 3 prywatnych przedsiębiorców Derek - kowalstwo artystyczne, SSSI Sudecka Specjalna Strefa Internetowa, która dostarcza mieszkańcom Gminy Żarów internet drogą radiową w technologii WiFi oraz Agencja Reklamowa Geospace. 

## Komunikacja i turystyka
Do Kalna kursują busy na trasie Świdnica – Żarów. Kalno jest skomunikowane z Żarowem i Bożanowem, zaś drogami polnymi z miejscowościami: Wierzbna, Panków, Śmiałowice, Gołaszyce, Siedlimowice i Mrowiny oraz jest na zielonym szlaku turystycznym prowadzącym w stronę Sobótki i Ślęży. W pobliżu wsi znajdują się zabytkowe krzyże pokutne.